# Roy Krisztina
Roy Krisztina (szlovákul: Kristína Royová; Ótura, 1860. augusztus 18. – Ótura, 1936. december 27.) szlovák író és költő.

## Élete
Óturai evangélikus lelkész családban született. 15 éves korában Pozsonyba küldték tanulni. A családnál, ahol lakott, az esti kézimunka után rendszeresen olvastak is. Itt ismerkedett meg a német romantikus írókkal, akiknek a stílusa erőteljesen hatott későbbi műveire. A szlovák mellett magyarul és németül is beszélt. A Bibliát cseh nyelven olvasta, mivel szlovák nyelven csak halála előtt egy évvel jelent meg. (Állítólag 49 alkalommal olvasta el a könyvet, 50. alkalommal már szlovákul kezdett bele, azt azonban már nem fejezhette be...)
Egy újságban megjelent felhívás hatására kezdett el írni. A felhívásban egy kiadó a gyerekirodalom hiányára hívta fel a figyelmet, s arra kérte az olvasókat, hogy "Isten dicsőségére" írjanak valamit a gyerekeknek is. Az "Isten dicsőségére" való munkálkodás a mélyen hívő Roy Krisztinára nagy hatást gyakorolt. Íróasztalhoz ült, és "egyvégtében" megírta első és legsikeresebb könyvét, mely az "Isten nélkül a világban" címet kapta.
Műveiben különös hangsúlyt kap a hit és azon belül is a bűnbánat szükségessége. Hite szerint ahhoz, hogy az ember "Isten Királyságának" tagja lehessen, szükséges a lélek újjászületése és az ezzel az újjászületéssel járó megváltozott életmód. Ilyen értelemben minden műve egy új, Krisztusban való élet felé vezető útként is értelmezhető.
Roy Krisztina több, mint 80 könyvet írt, melyek közt körülbelül 30 értekezés is található. Egyes műveit máig nem adták ki, az óturai múzeum őrzi őket. Könyveit több, mint 30 nyelvre fordították le.
Népnevelési tevékenysége nem csupán írásban, hanem számos egyéb tevékenységben is megnyilvánult. 1897-ben testvérével, Máriával létrehozott egy "Kék kereszt" nevet viselő társaságot, melyek célja a társadalom erkölcsi javítása volt (például az alkoholfüggőségről való leszoktatással). Később árváknak és utcagyerekeknek létesített menedékházat. 1911-ben egy kis kórházat, 1926-ban árvaházat, 1933-ban pedig ápolóházat alapított. 

## Magyarul megjelent művei
- 1892 – Isten nélkül a világban – az írónő legismertebb műve, több, mint 30 nyelvre fordították le
- 1930 – Az újra megtalált Paradicsom
- Lelki harmat; Nagy Sándor Ny., Bp., 1903
  - 1. "Nincs hely!"
- Isten nélkül a világon. Elbeszélés; Urbán Reinhold, Eperjes, 1907
- Napországban; ford. Somogyi Edith; fordítói, Tahitótfalu, 1926
- Három barát. Elbeszélés; ford. Farkas Mária; Fébé Ny., Bp., 1932
- Tévelygők. Elbeszélés; ford. Vida Sándor; Evangéliumi könyvkereskedés, Bp., 1936
- Isten nélkül a világban. Elbeszélés; átdolg. kiad.; Primo, Bp., 1990
- Kristina Roy: Az idegen szolgalegény; Evangéliumi Kiadó és Iratmisszió, Bp., 1998
- Száműzetésben; Evangéliumi, Bp., 2003
- Az újra megtalált paradicsom / Végre otthon; Evangéliumi Kiadó és Iratmisszió, Bp., 2003
- Hogyan jöttek haza a fecskék; MSEJK Evangéliumi, Bratislava, 2005
- Boldog emberek; Evangéliumi, Bp., 2006
- Biztos kézben; Evangéliumi, Bp., 2008
- A második feleség; Evangéliumi, Bp., 2008
- Elveszettek; Evangéliumi, Bp., 2009
- Egy napsugár gyermek; Evangéliumi, Bp., 2010
- Boldogság; Evangéliumi, Bp., 2016

## Fordítás
- Ez a szócikk részben vagy egészben  a(z)   Рой, Кристина című orosz Wikipédia-szócikk fordításán alapul.  Az eredeti cikk szerkesztőit annak laptörténete sorolja fel. Ez a jelzés csupán a megfogalmazás eredetét és a szerzői jogokat jelzi, nem szolgál a cikkben szereplő információk forrásmegjelöléseként.